# Desa Cangkuang (administrativ by i Indonesien, lat -6,88, long 108,70)
Desa Cangkuang är en administrativ by i Indonesien.   Den ligger i provinsen Jawa Barat, i den västra delen av landet, 220 km öster om huvudstaden Jakarta.